# Sufflamen verres

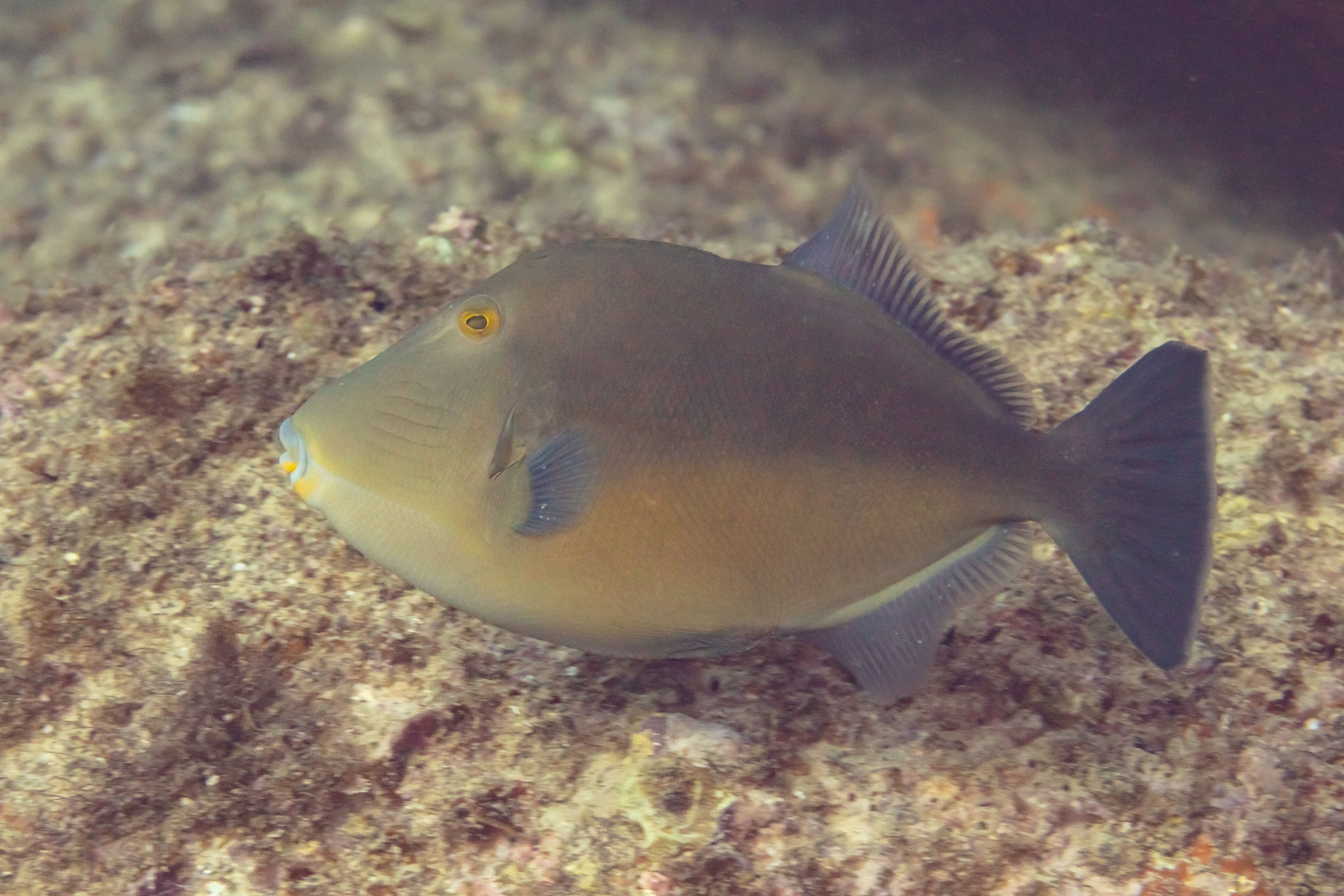
Ejemplar de Cabo Pulmo, Baja California, México.

Sufflamen verres es una especie de peces de la familia Balistidae en el orden de los Tetraodontiformes.

## Morfología
Pueden llegar alcanzar los 40 cm de longitud total.

## Hábitat
Vive entre 3-36 m de profundidad.

## Distribución geográfica
Se encuentra en las  costas del Pacífico oriental (desde México hasta Ecuador, incluyendo las Islas Galápagos ).